# Сестра (річка)
Сестра́  (рос. Сестра; фін. Rajajoki або Siestarjoki; швед. Systerbäck) — річка на Карельскому перешейку. Витікає із болот біля селища Лісне і впадає у водосховище Сестрорецький Розлив, зливаючись із Чорною річкою.
Довжина Сестри становить 74 км, а сточище — 399 км²..
Річка тече Виборзьким, Всеволожським районами Ленінградської області й Курортним районом Санкт-Петербургу.
У верхів'ях на річці чисельні броди. У гирлі глибина сягає 3 метрів.
Сестра тече загалом на південь, має своє гирло у місті Сестрорецьк. До початку 18 століття вона впадала у Фінську затоку. Після будівництва дамби для потреб Сестрорецького збройового заводу частина річки перетворилася на водосховище Сестрорецький розлив, глибиною 2 метри, площею 10,6 км². З тих пір в цю водойму впадає річка Сестра. Сестрорецький розлив відокремлений від Фінської затоки пасмом штучних піщаних дюн. Надлишок води скидається в Фінську затоку через канал, завдовжки 4,8 км.
Річка Сестра була природним кордоном між Росією та Швецією (1323–1617) і між Росією та Фінляндією (1812–1940). На ХХІ сторіччя є межею між Всеволожським (східний берег, колишній Радянський Союз) і Виборзьким (західний берег, раніше Фінляндія) районами Ленінградської області.